# Олимпийский комитет Кыргызстана
Национальный олимпийский комитет Киргизской Республики — организация, представляющая Кыргызстан в международном олимпийском движении. Основан в 1991 году; зарегистрирован в МОК в 1993 году.
Штаб-квартира расположена в Бишкеке. Является членом Международного олимпийского комитета, Олимпийского совета Азии и других международных спортивных организаций.

## История участия Кыргызстана на Олимпийских играх
История олимпийского движения Кыргызстана началась в 1960 году, когда спортсмен Киргизской Советской Социалистической Республики Сайбаттал Мурсалимов в составе сборной команды Советского Союза впервые принял участие в играх Олимпиады в Риме. С 1960 по 1990 годы олимпийское движение в КирССР развивалось и укрепляло свою позицию в жизни страны. Во время XXII Олимпиады 1980 года, спортсмены Кыргызстана завоевали 6 медалей, в том числе 5 золотых.
В 1991 году Генеральная ассамблея основателей приняла решение создать Национальный олимпийский комитет Кыргызстана, и эта дата является официальной датой его создания. В сентябре 1993 года НОК Кыргызстана был окончательно признан Международным олимпийским комитетом. НОК Кыргызстана действует в соответствии с положениями Олимпийской хартии, Конституции Кыргызстана и действующего законодательства Кыргызстана и своего Устава.
Кыргызстан, как независимое государство, впервые выступил на зимней Олимпиаде 1994 года в Лиллехамере (Норвегия) и с тех пор принимал участие во всех Играх. На летних Олимпийских играх 1992 года спортсмены Кыргызстана входили в состав объединённой команды, а ранее, с 1952 года выступали под флагом СССР. Сборную страны представляла одна спортсменка — биатлонистка Евгения Роппель. В спринтерской гонке она заняла 66 место, в индивидуальной — 67. На время первой гонки ей было 17 лет 300 дней.
Так как сборная команда Кыргызстана не прибыла на церемонию открытия, флаг страны нёс переводчик Торкель Энгенес.
Кыргызстан впервые участвовал в летних Олимпийских играх как независимая нация на летних Олимпийских играх 1996 года в Атланте, США. Ранее киргизские спортсмены выступали за Объединённую сборную на летних Олимпийских играх 1992 года.
Самым молодым атлетом в истории НОК КР является Руслан Исмаилов. На момент его участия на летних Олимпийских играх 2004 года в Афинах ему было 14 лет. Он прошел квалификацию на дистанции 200 метров вольным стилем среди мужчин.
Самой старшей участницей на Олимпийских играх от Кыргызстана была Ирина Богачева. Ей было 43 года во время участия на Олимпиаде 2004 года в Афинах. Она участвовала в марафоне на длинные дистанции.
Всего, за время выступления в качестве независимой команды, спортсмены Кыргызстана завоевали 7 олимпийских медалей (3 серебра и 4 бронзы). Все медали были получены на летних Олимпиадах.

## Деятельность НОК КР
Предметом деятельности НОК КР является всемирное развитие, поддержка, защита олимпийского движения в КР, направленные на достижение следующих целей:
- содействие физическому и духовному воспитанию населения средствами физической культуры и спорта;
- укрепление позиций и повышение престижа спорта в республике и на международной арене.

Главными задачами НОК КР являются:
- содействие в развитии массового спорта и спорта высших достижений;
- реализация культурно-воспитательного потенциала олимпийского движения, развитие нравственных, эстетических и других гуманистических ценностей, борьба с негативными явлениями в спорте;
- всемирное развитие и укрепление Олимпийского движения в КР;
- пропаганда идей олимпизма в республике и в её регионах;
- внедрение олимпийского образования;
- содействие в организации занятий физкультурой и спортом инвалидов, участие в акциях милосердия и организация помощи людям с ограниченными возможностями.

## Президенты НОК КР
| № | Фамилия, имя, отчество | начало полномочий | конец полномочий  |
| - | ---------------------- | ----------------- | ----------------- |
| 1 | Эшим Кутманалиев       | 1993              | 2004              |
| 2 | Баяман Эркимбаев       | 2005              | 2006              |
| 3 | Мурат Саралинов        | 2006              | 2015              |
| 4 | Шаршенбек Абдыкеримов  | 2015              | 2021              |
| 5 | Садыр Мамытов          | 2021              | 2024              |
| 6 | Умбеталы Кыдыралиев    | 2024              | в настоящее время |